# Zana
Zana (em romeno: Zână ou d̦ână) é no folclore romeno o equivalente às Graças da mitologia grega ou à Fada madrinha.
Elas são o oposto de monstros como o Muma Pădurii. Residem principalmente nos bosques e sua aparição é considerada positiva. Estes seres também podem ser considerados o equivalente romeno às fadas ou aos elfos. Podem ser relacionados também com o anjo da guarda, ajudando crianças e pessoas boas perdidas em bosques.

## Etimologia
A palavra d̦ână provém do nome da deusa romana Diana, que é possuidora da beleza e a concede. A palavra moderna zână também é usada em romeno para se referir a uma garota atraente, embora não seja considerada a forma mais elegante de se fazer.